# 约翰·费兰
約翰·費蘭（John Cartwright Phelan；1964年10月22日—）是美國商人與政治人物，現任第79任美國海軍部長，於2025年3月由總統唐納·川普提名，並經參議院確認上任。他在加入政府前為私募股權界資深人士，曾共同創辦並擔任Rugger Management與MSD Capital等投資機構負責人，長期參與共和黨政治與國防政策籌資活動。

## 經歷
約翰·費蘭出生於美國德克薩斯州達拉斯，早年在當地接受教育，並於南卫理公会大学獲得經濟與政治學學士學位，為Phi Beta Kappa榮譽會員。其後，他赴英國修讀倫敦政治經濟學院的一般課程，主修國際關係與經濟學，並進一步於哈佛商學院取得工商管理碩士學位（MBA），展現出跨國學術背景與策略管理能力。

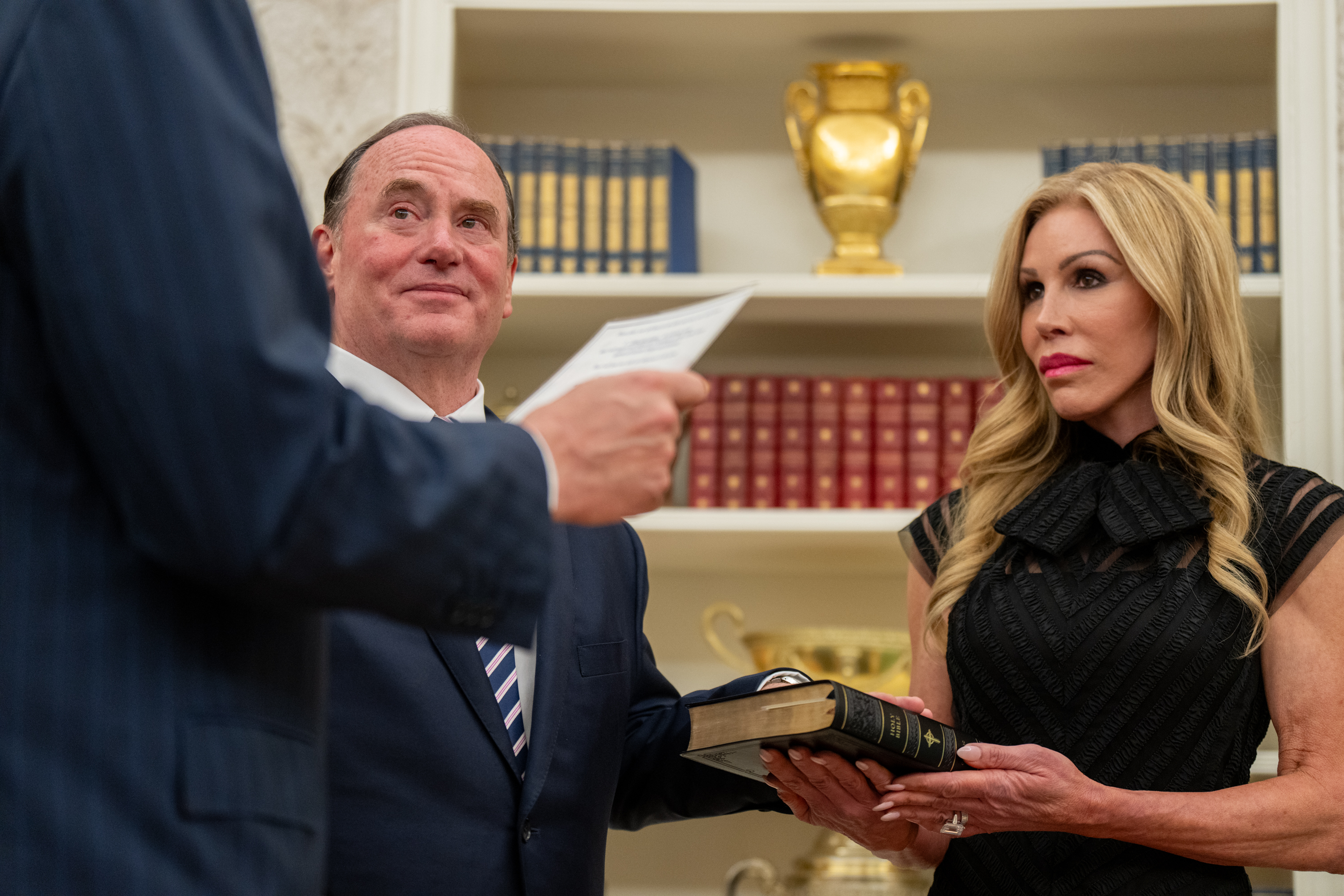
2025年6月6日，川普總統於白宮橢圓形辦公室監誓費蘭就任海軍部長。

完成學業後，費蘭投身金融與私募股權產業，於2004年共同創立Rugger Management，並長期擔任投資機構MSD Capital的管理合夥人。作為業界知名的投資人，他專注於戰略收購與長期價值管理，擁有橫跨科技、能源與基建的投資經驗。在政界方面，他亦是共和黨的重要支持者與政策顧問，長年參與國防、海事安全與退伍軍人議題的政策籌資活動。
2024年11月，費蘭獲總統唐納·川普提名接任美國海軍部長，以填補卡洛斯·德尔·托罗卸任後的職位。其提名在當時受到部分國會議員質疑其缺乏軍事服役背景，但亦獲多方商界與海軍戰略圈支持。2025年3月24日，美國參議院以62票對30票通過其任命，翌日（3月25日）在國家檔案館宣誓就職，正式成為第79任美國海軍部長。

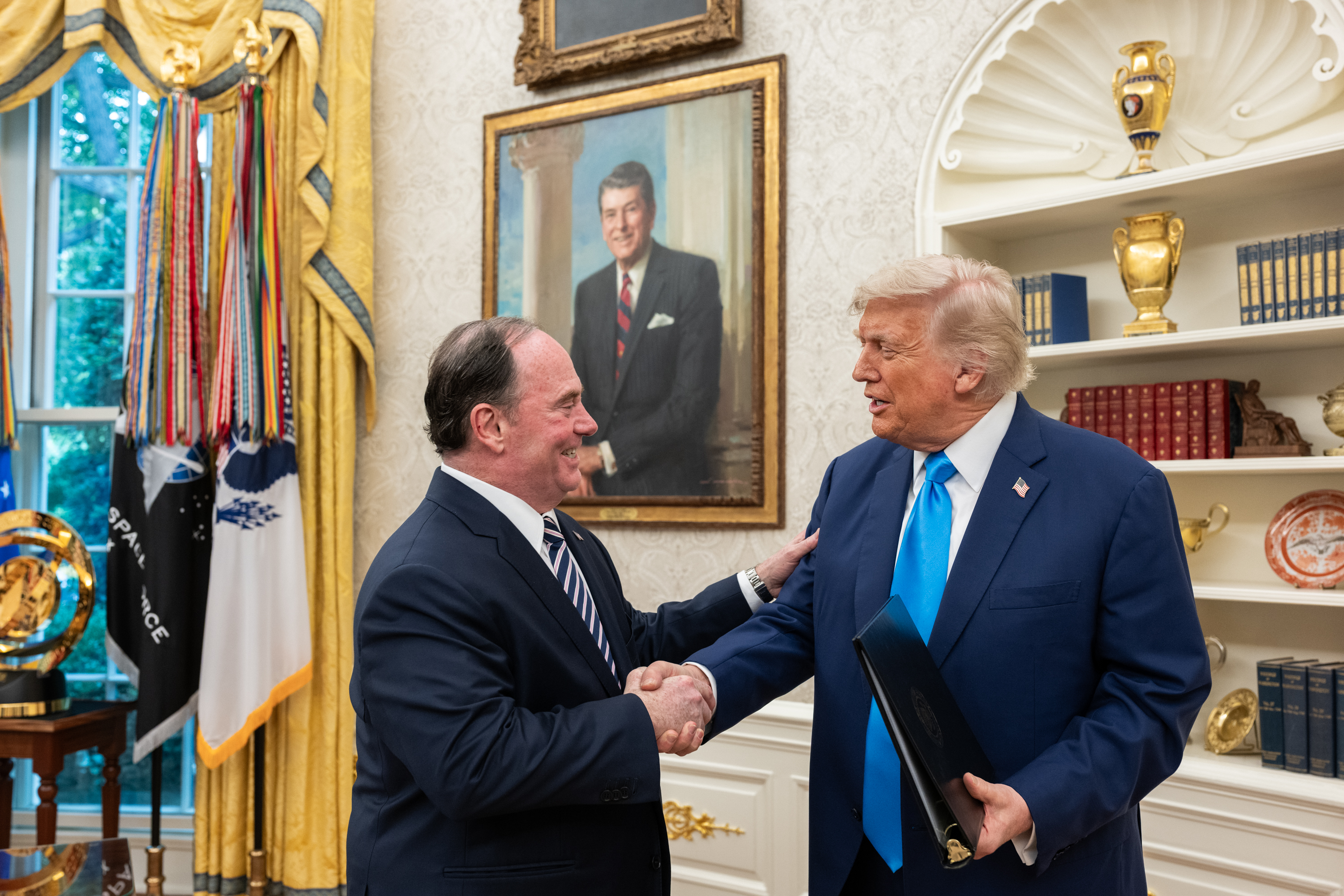
川普總統參與費蘭的就職宣誓儀式，展現對海軍政策轉型的重視。

為強化對海軍高層人事的支持，白宮安排於2025年6月6日在橢圓形辦公室舉行正式宣誓儀式，由總統川普親自監誓。當日由白宮官方攝影記錄該歷史時刻，象徵行政部門對費蘭施政方針的高度期許。
上任後，費蘭致力推動美國海軍造艦計畫現代化，強調加速高科技艦艇與無人海軍力量的部署；他亦重視改善海軍文化、提升服役人員士氣與人才招募效率，並提出加強海事工業供應鏈自主性與減少對外依賴的戰略主張。其領導風格融合企業決策思維與國防現實主義，被視為川普第二任期國防體系內的關鍵改革人物之一。

## 私人生活
約翰已婚，與妻子長年定居於美國德克薩斯州，並育有一名子女。他的家庭生活一向低調，鮮少在公開場合談論家人。不過根據《SMU 校友通訊》與《Breaking Defense》報導，費蘭在商業成功後積極投入社會公益事務，尤其關注退伍軍人福利、教育平權與軍人家庭支持系統等領域。
費蘭是多個慈善基金會與非營利組織的長期捐贈者，其中包括德州南衛理公會大學校友會獎助金計畫、海軍軍人遺眷基金、以及支持海軍新兵適應與心理健康輔導的民間團體。他亦曾為國防高階教育機構提供私人資助，用於改善軍校校園設施與退役軍人轉業教育培訓。
作為川普政府第二任期的重要國防成員之一，費蘭被外界視為商業菁英中具備文化保守主義傾向的代表性人物，其行事低調但具高度執行力，贏得部分共和黨保守派與軍事圈的尊重。